# Cop d'estat al Gabon de 2023
El cop d'estat a Gabon de 2023 és un esdeveniment polític en curs que va tenir lloc a Gabon el 30 d'agost de 2023. Enmig d'un context de resultats electorals qüestionats i tensió política, el país va experimentar un cop militar que va enderrocar al president reelegit, Ali Bongo Ondimba, la victòria del qual en les recents eleccions celebrades el 26 d'agost havia estat anunciada minuts abans del putsch.

## Rerefons
Les eleccions presidencials que van tenir lloc el dissabte 26 d'agost de 2023 van marcar un moment crucial en la política gabonesa. El president en el càrrec, Ali Bongo Ondimba, qui buscava la reelecció, va ser declarat guanyador segons l'anunci oficial realitzat el 29 d'agost. Malgrat això, immediatament van sorgir acusacions de frau electoral i irregularitats per part dels partits de l'oposició i observadors independents, llançant una ombra de dubte sobre la legitimitat dels resultats electorals. Albert Ondo Ossa, qui va quedar segon en les eleccions, va denunciar irregularitats electorals.

## El cop
Enmig de la creixent tensió i en el curs de protestes generalitzades que exigeixen transparència i equitat en el procés electoral, l'exèrcit gabonès va fer un pas decisiu el 30 d'agost de 2023. Les forces militars, dirigides per oficials d'alt rang, van prendre el control d'edificis governamentals clau, canals de comunicació i punts estratègics dins de la ciutat capital. Els militars van llegir una declaració televisada: "Estem posant fi al règim actual". Van anunciar l'anul·lació de les eleccions generals gaboneses de 2023 i la dissolució de les principals institucions del país. Es van sentir trets a Libreville, la capital del país, d'acord amb els comunicats emesos per diversos mitjans de comunicació.